# فرودگاه کامساک
فرودگاه کامساک (به انگلیسی: Kamsack Airport) یک فرودگاه همگانی است که یک باند فرود آسفالت دارد و طول باند آن ۸۲۳ متر است. این فرودگاه در کشور کانادا قرار دارد و در ارتفاع ۴۶۰ متری از سطح دریا واقع شده است.